# Cá nhồng phương bắc
Cá nhồng phương bắc (danh pháp hai phần: Sphyraena borealis) là một loài cá thuộc họ Cá nhồng. Nó đã được miêu tả bởi nhà động vật học Mỹ James Ellsworth De Kay năm 1842 Northern sennet are also known as northern barracuda..
Giống như các thành viên khác của họ Cá nhồng, loài cá này, đầu giống cây lao, và hàm lớn Loài cá nhồng phương bắc chỉ có thể được tìm thấy ở miền tây Đại Tây Dương. Mặc dù chúng thường hiện diện ở khu vực cận nhiệt đới từ vĩ độ 43 ° B - 18 ° B chúng cũng có thể được tìm thấy ở Canada, và Massachusetts đến nam Florida, vịnh Mexico, nơi chúng gắn liền với đá ngầm, và bờ biển đông Panama Cá nhồng phương bắc có thể dài đến 46 cm, nhưng thường chúng được xem là loài cá nhồng nhỏ nhất với con lớn nhỏ hơn 0,3 m và kỷ lục con cá cân nặng nhất chỉ nặng 0,93 kg..